# Coptophyllum vanleeuwenii
Coptophyllum vanleeuwenii är en måreväxtart som först beskrevs av Cornelis Eliza Bertus Bremekamp, och fick sitt nu gällande namn av Aaron Paul Davis. Coptophyllum vanleeuwenii ingår i släktet Coptophyllum och familjen måreväxter.
Artens utbredningsområde är Sumatera. Inga underarter finns listade i Catalogue of Life.